# Die Prinzessin und Curdie

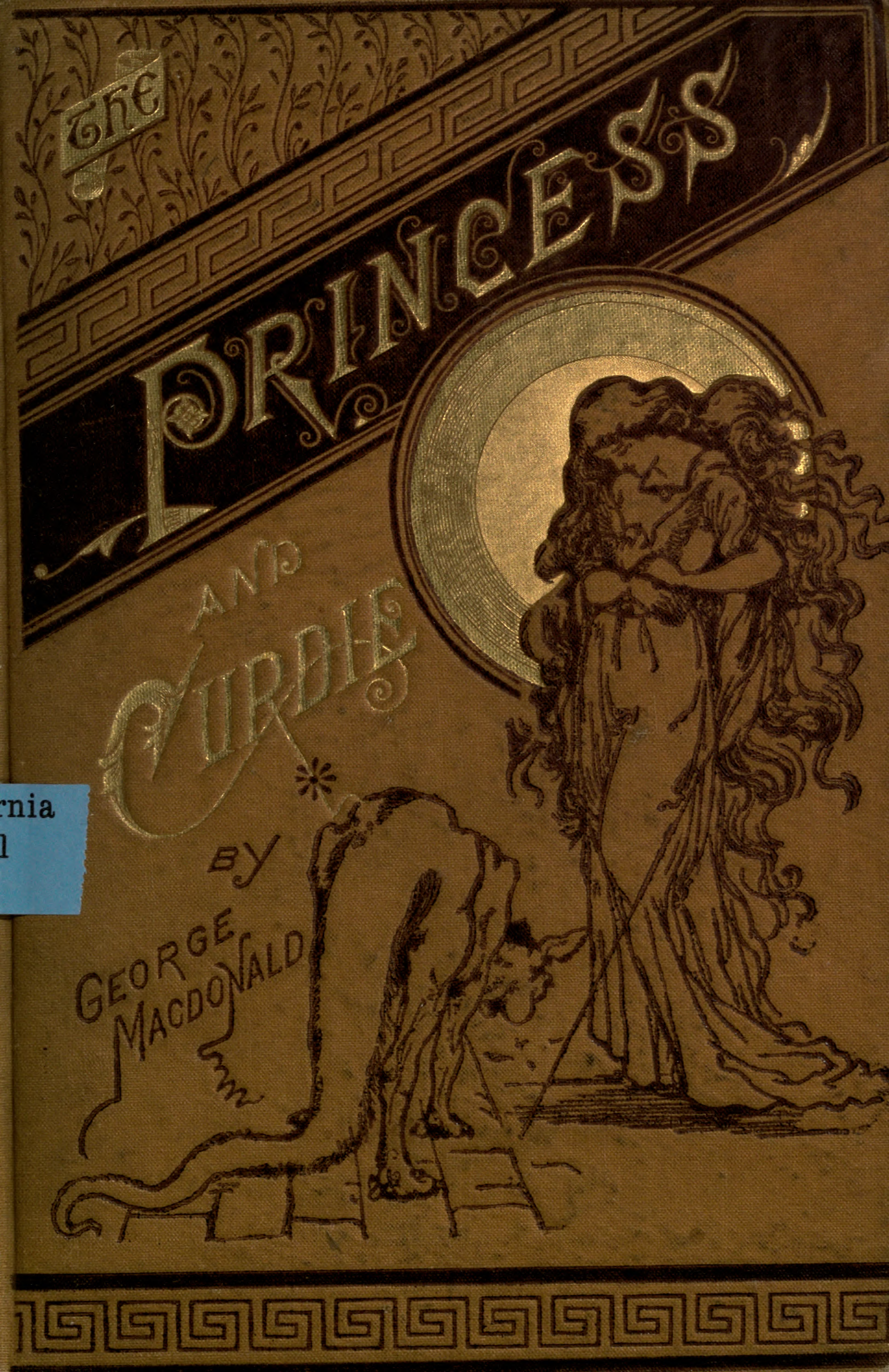
Cover der Originalausgabe

Die Prinzessin und Curdie (Originaltitel: The Princess and Curdie) ist ein Fantasy-Roman des schottischen Autors George MacDonald aus dem Jahr 1883. Es handelt sich dabei um eine Fortsetzung seines elf Jahre zuvor erschienenen Werks Die Prinzessin und der Kobold. Beide Bücher gemeinsam werden in der englischsprachigen Literatur als Princess Books oder Curdie Books bezeichnet.

## Handlung
Ein Jahr ist seit dem Angriff der Kobolde auf das königliche Schloss vergangen. Der König beschließt, mit seiner Tochter, Prinzessin Irene, in seinen Palast in der Hauptstadt Gwyntystorm zu ziehen. Der 13-jährige Bergmannssohn Curdie Peterson, der sich mit seinem Mut die Gunst des Königs erworben hatte, zieht es hingegen vor, bei seinen Eltern zu bleiben. Im Laufe der Zeit schwindet Curdies Glauben an die geheimnisvolle Ururgroßmutter der Prinzessin und er findet Gefallen an der Jagd. Eines Tages verletzt er mit seinem Bogen rücksichtslos eine der Tauben der Großmutter, woraufhin sie den Jungen zu sich ruft. Curdie zeigt sich geläutert und erhält von der alten Dame eine Mission. Sie stattet ihn mit magischen Händen aus, die ihn dazu befähigen, das Wesen seiner Mitmenschen zu erfassen. Außerdem stellt sie ihm eine vierbeinige Kreatur namens Lina zur Seite und überreicht seinem Vater einen Smaragd, der die Farbe ändert, sobald sich Curdie in Gefahr begibt.
Curdie und Lina machen sich auf den Weg nach Gwyntystorm. Während der Reise bewahrt Lina den jungen Bergmann vor dem einen oder anderen Übel und erweist sich somit als treue Begleiterin. Am Königspalast angekommen, finden sie den König in einer grauenvollen Gesundheitsverfassung vor. Prinzessin Irene pflegt ihren Vater auf dem Krankenbett. Curdie bringt in Erfahrung, dass der Leibarzt den König langsam vergiftet, anstatt ihm zu helfen. Auch die anderen Hofdiener sind Teil einer Verschwörung gegen den Regenten, die darauf abzielt, Irene mit einem ausgewählten Thronwerber zu vermählen, sobald ihr Vater tot ist. Mithilfe der Ururgroßmutter, die sich als Magd verkleidet, gelingt es, das Komplott aufzulösen. Später heiratet Curdie die Prinzessin und regiert das Königreich nach dem Tod seines Schwiegervaters großherzig. Die Ehe bleibt jedoch kinderlos und auf Curdie folgt ein goldgieriger Despot, der die Stadt ins Verderben stürzt. Der Name Gwyntystorm ward danach für immer vergessen.

## Illustrationen
Die Originalausgabe erschien 1883 bei J. B. Lippincott & Co. und wurde von James Allen illustriert. Die wahrscheinlich bekanntesten Illustrationen fertigte Maria Louise Kirk für eine Neuauflage des Buches im Jahr 1908 an.

Maria Louise Kirk (1908)
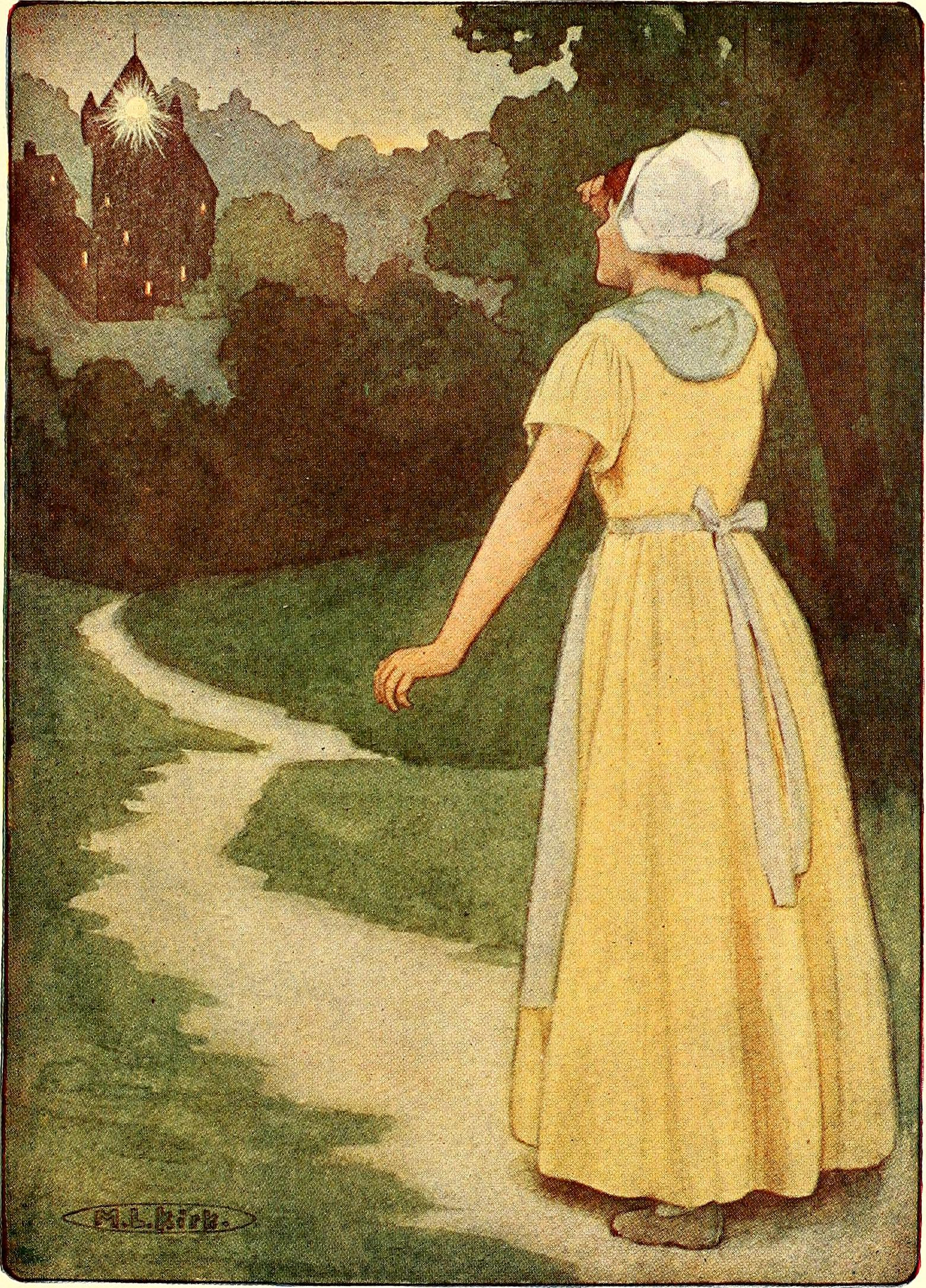
Die jugendliche Mutter Curdies beobachtet das Licht der Ururgroßmutter
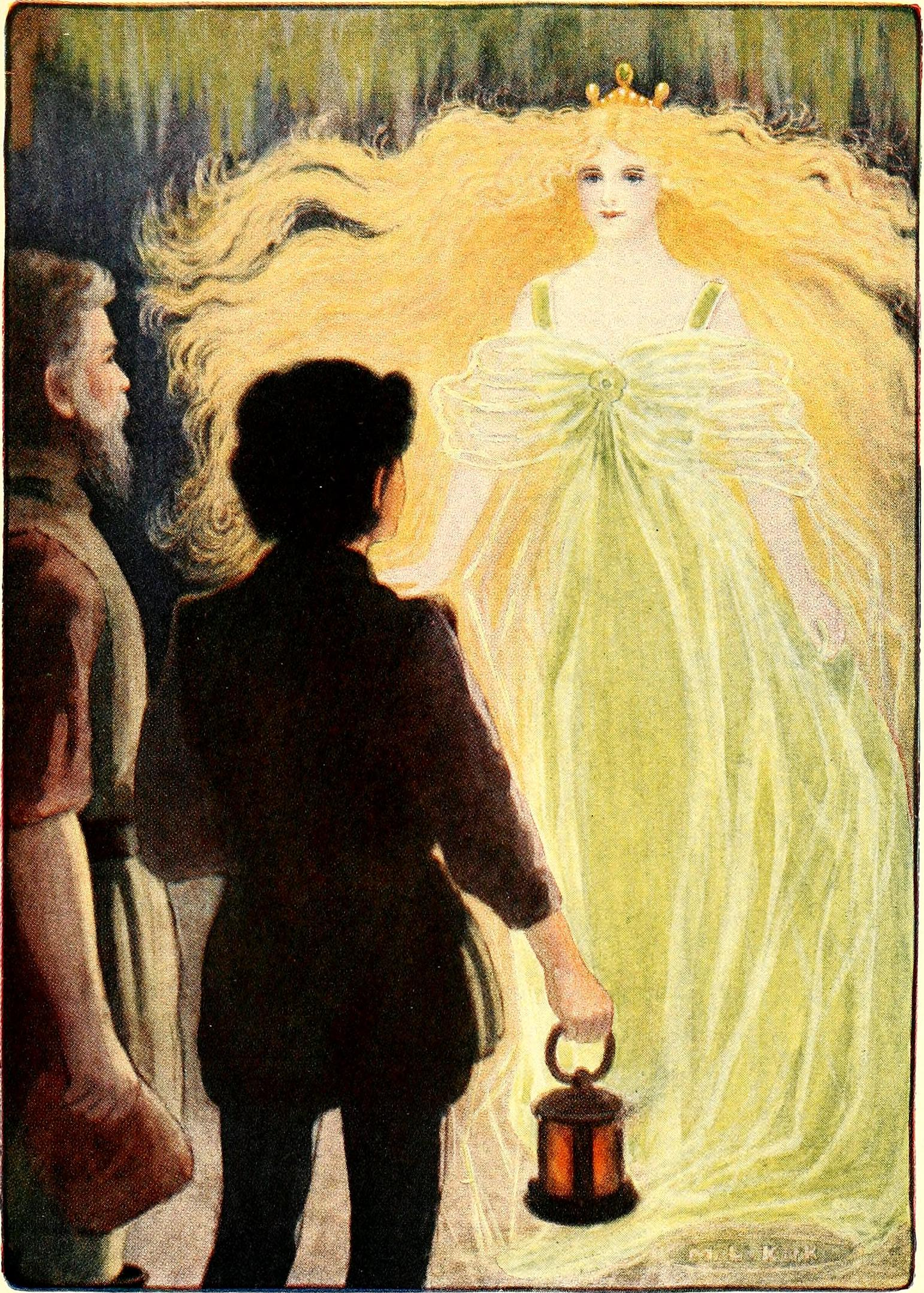
Curdie und sein Vater werden von der Großmutter empfangen
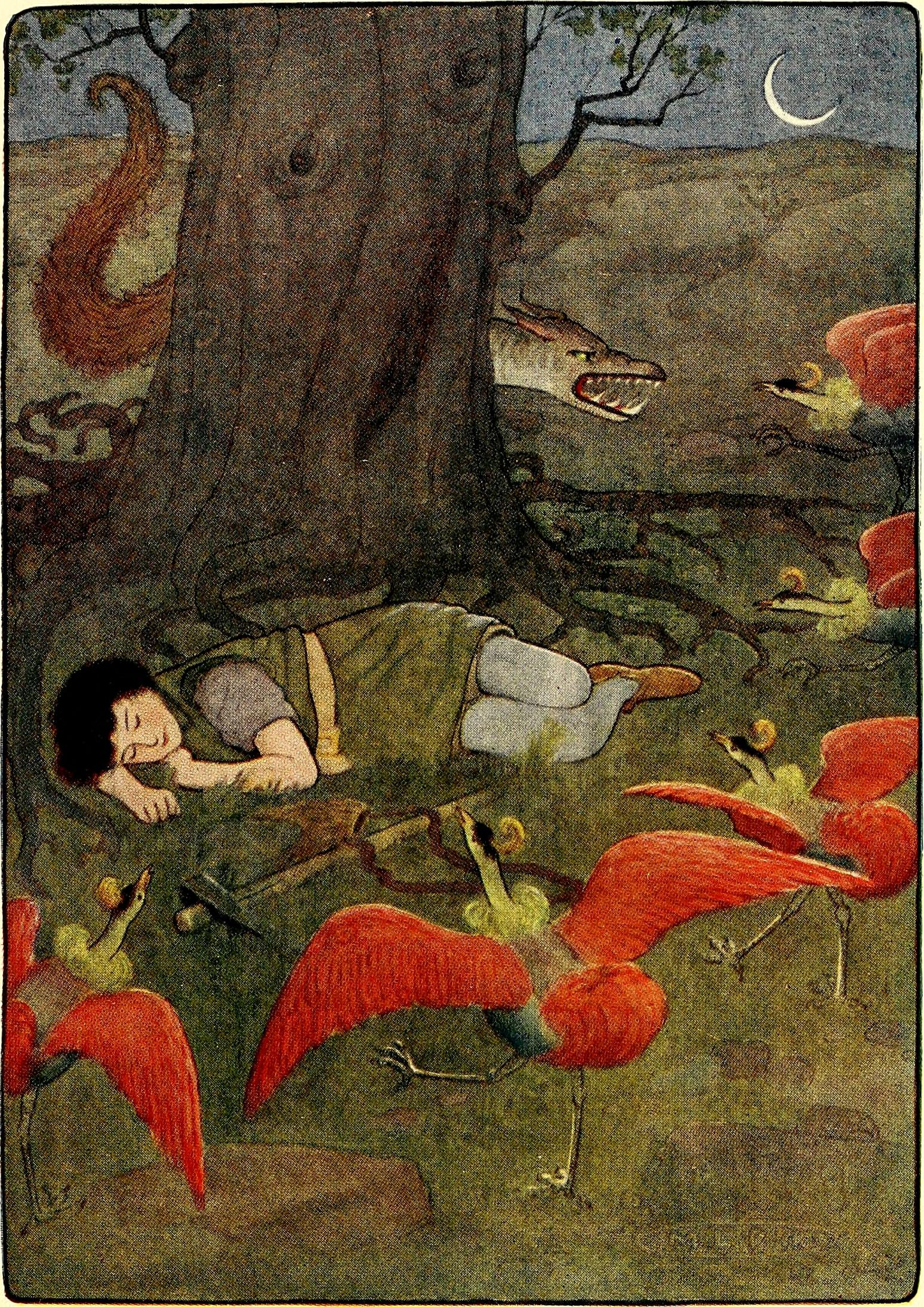
Lina beschützt den schlafenden Curdie vor aufdringlichen Vögeln
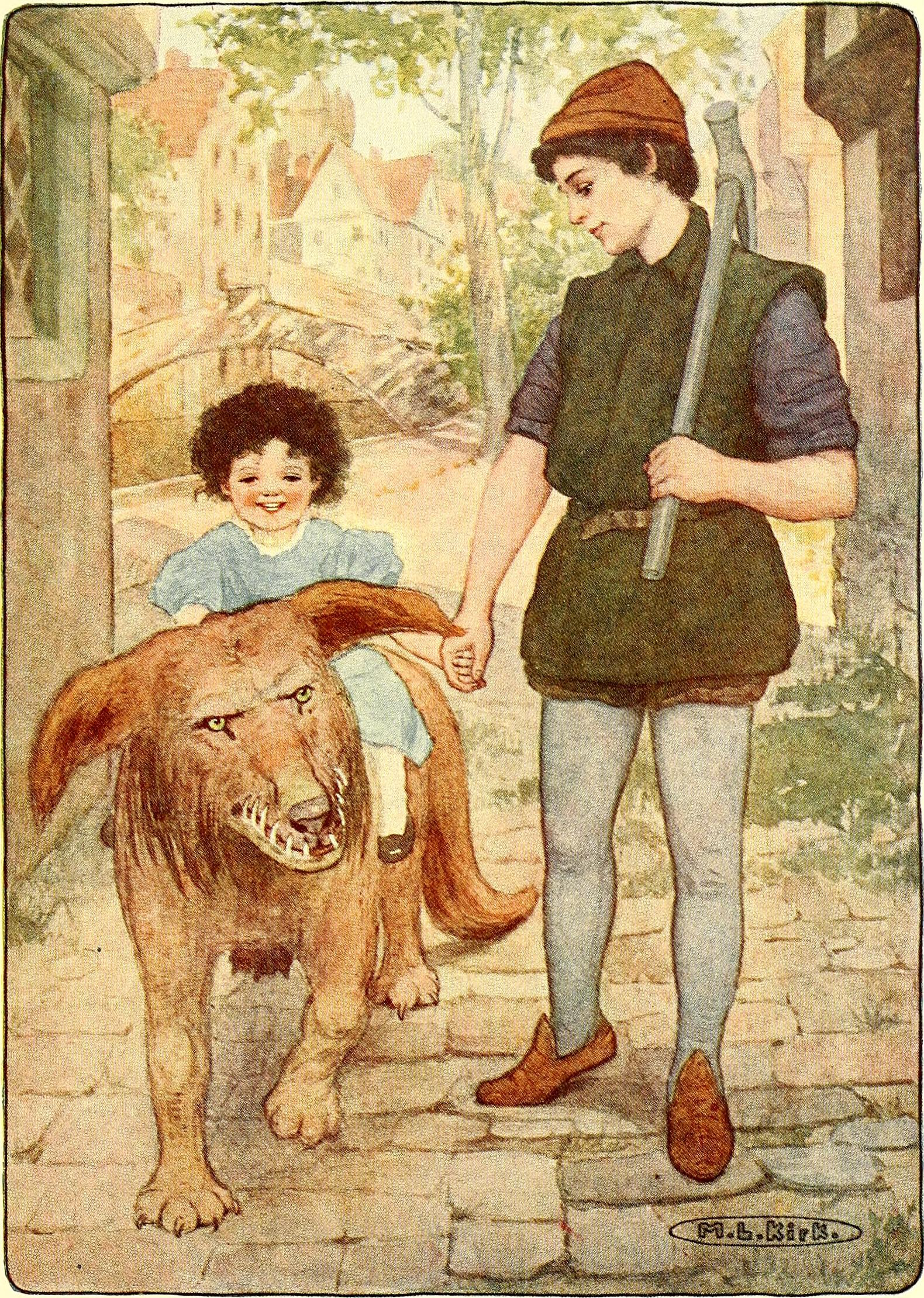
Curdie und Lina mit einem Kind auf dem Rücken in Gwyntystorm
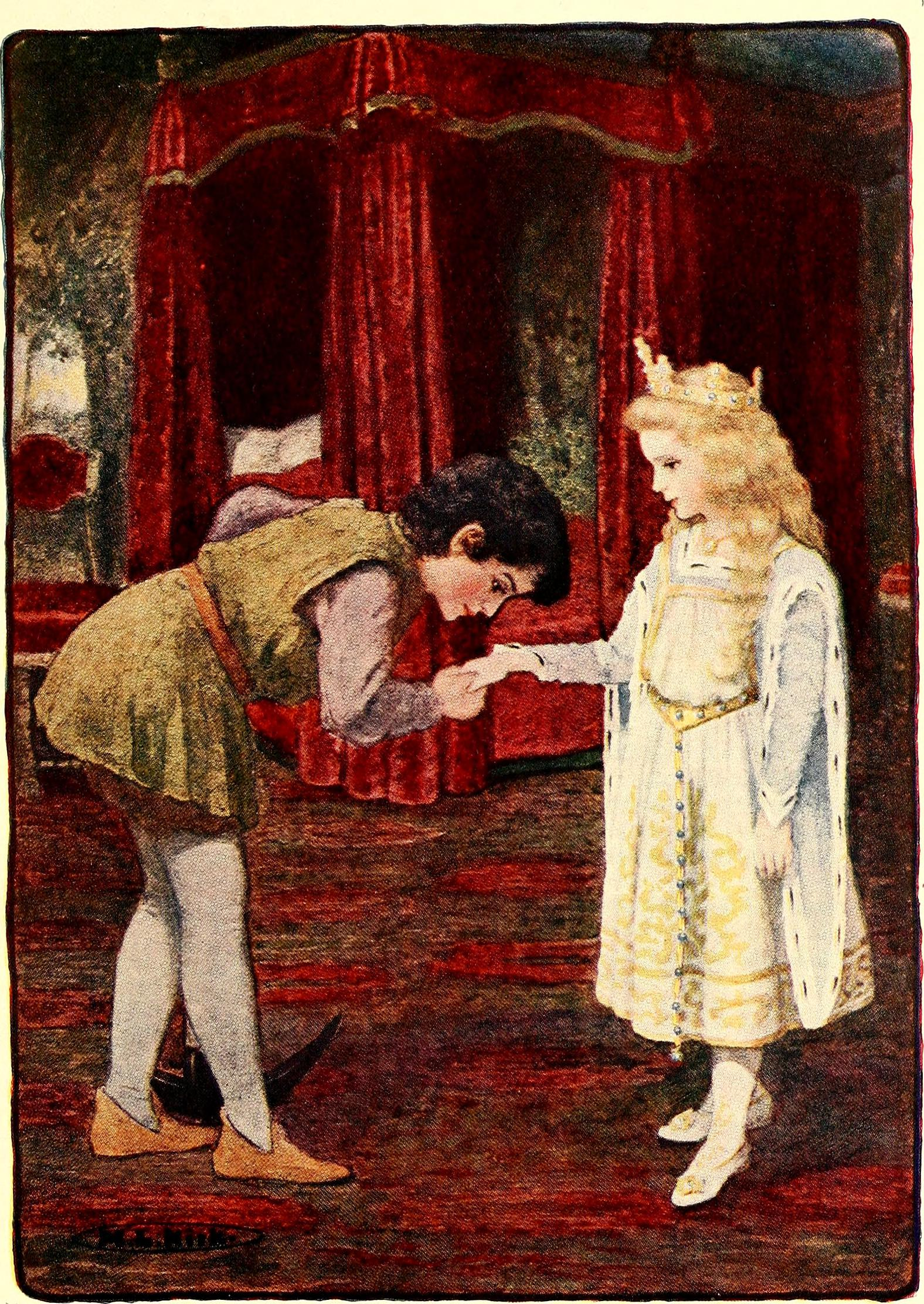
Curdie begrüßt Prinzessin Irene im Königspalast von Gwyntystorm
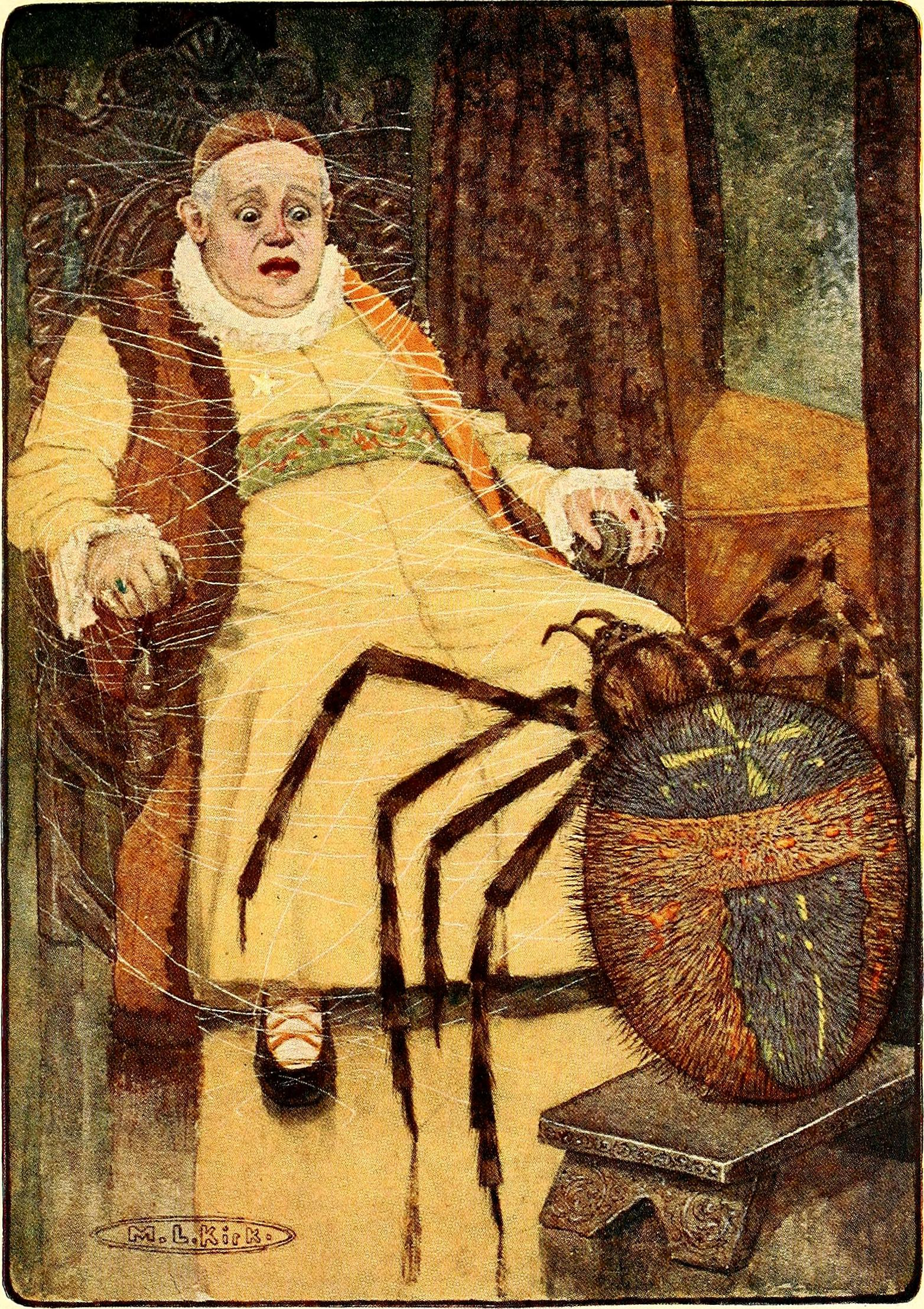
Der korrupte Attorney General wird von einer Riesenspinne gelähmt

## Rezeption
The Princess and Curdie wurde erstmals fünf Jahre nach The Princess and the Goblin in der Zeitschrift Good Things veröffentlicht und erschien 1883 in Buchform. Anders als im ersten Werk kommt ein deutlicher Zivilisationspessimismus zum Ausdruck. MacDonald entwirft – inspiriert durch William Blake – ein düsteres Gesellschaftsbild, dessen Ende wie die biblische Apokalypse anmutet. Seiner im ersten Roman etablierten christlichen Symbolik rund um die mystische Großmutterfigur bleibt er treu.
Das Buch gilt vor allem in Kombination mit seinem Vorgängerroman als Klassiker der Kinder- und Jugendliteratur, wird zumeist aber deutlich weniger positiv aufgenommen. Die bekannte Schriftstellerin und Journalistin Lynne Truss reflektierte 2009 im Independent über ihre Erfahrungen mit dem Buch, das sie zu ihrem siebenten Geburtstag geschenkt bekommen hatte. Sie nannte es „düster, dicht und moralistisch“. Die studierte Literatin Rebecca Fisher empfand den Handlungsstrang der Verschwörung gegen den König für das späte 19. Jahrhundert als überholt und kritisierte die mangelnde Charakterentwicklung von Lina und anderen Figuren. Außerdem übte sie Kritik am ihrer Ansicht nach unchristlichen Motiv der Rache am Ende der Geschichte, welches mit Sätzen wie “they were smeared with rancid dripping, their faces were rubbed in maggots” (deutsch: „sie wurden mit ranzigem Bratenfett beschmiert, ihre Gesichter in Maden gerieben“) in einer beinahe sadistischen Freude geschildert würde.